# Елџин (Пенсилванија)
Елџин (енгл. Elgin) град је у америчкој савезној држави Пенсилванија.

## Демографија
По попису из 2010. године број становника је 218, што је 18 (-7,6%) становника мање него 2000. године.
| Група             | 2000.       | 2010.       |
| Белци             | 233 (98,7%) | 217 (99,5%) |
| Афроамериканци    | 0 (0,0%)    | 1 (0,5%)    |
| Азијати           | 0 (0,0%)    | 0 (0,0%)    |
| Хиспаноамериканци | 2 (0,8%)    | 0 (0,0%)    |
| Укупно            | 236         | 218         |